# Pterolophia brevegibbosa
Pterolophia brevegibbosa là một loài bọ cánh cứng trong họ Cerambycidae.